# 新闻摘要
新闻摘要是选择以新闻形式出现的特定公司的文章或新闻剪报的活动。这个词在英语中称为“clipping”或“press Clipping” ，其翻译成西班牙语是“Press Summary”。 
当前，在信息社会时代的演进中，剪报或新闻摘要不再只是纸质的，而是数字化的。随着互联网的发展和博客现象的出现，这种交流行为的重要性日益增加。
在互联网出现之前，这些参数的控制在组织中并不那么重要，但根据美国几所大学的研究，新闻评论如今已成为传播部门和公司的主要任务之一。

## 组织机构的重要性
斯图尔特-芬利认为，"博客现象导致互联网更看重客户对产品使用的意见，而不是你自己的官方网站，原因很简单，因为这个博客每天都有大量的访问量"。正因为如此，企业更愿意控制出现在网络上的自愿信息，因为这些信息会影响许多客户的购买决策。
Clipping RRPP 咨询公司的公关专家 Lourdes Carrasco 指出："由于互联网的发展，剪报工作的数量成倍增长，但其质量的重要性也随之增加，因为在互联网上，品牌可能与不良词汇联系在一起"。

## 新闻摘要对公司的真正价值
马里奥拉·加西亚·乌塞达 (Mariola García Uceda) 在她的《广告的关键》书中指出，“公司形象的真正价值是其不可触及的部分。”然而，新闻摘要可以帮助绘制和量化品牌在市场上的价格。
每次出现在媒体上都有一个代价：新闻与广告不同；然而，它占用了电视和广播的时间、媒体和互联网的空间......这就是为什么组织将精力集中在公共关系上，将其作为能够在媒体上亮相的引擎。
剪报作为所有这些亮相的收集者，可以将这些亮相的次数与广告费相匹配，从而计算出亮相的货币价值。不过，由于它不是广告，而是新闻，因此还有附加价值。
从学术界来看，公民所具有的广告背景被指出是广告的障碍，而记者所撰写的新闻则不同；在公民看来，这应该与进步、真实性、知情权、言论自由有关。。。
1. ↑  Gründel, Hans; Naphtali, Tino; Wiech, Christian; Gluba, Jan-Marian; Rohdenburg, Maiken. . Jantke, Klaus P., ed. Discovery Science. Lecture Notes in Computer Science (Berlin, Heidelberg: Springer). 2001: 87–99  [2023-10-27]. doi:10.1007/3-540-45650-3_11. （原始内容存档于2022-10-27） （英语）.
2. ↑  García Uceda, Mariola.  6a. ESIC Editorial, 2008. 2008-10-27: 477  [2023-10-27]. ISBN 8473565681. （原始内容存档于2022-10-27） （加泰罗尼亚语）.